# 鲁宾逊成环反应
鲁宾逊成环反应（英語：Robinson annulation），一种重要的构筑六元环的反应。由英国牛津大学著名化学家羅伯特·魯賓遜爵士发明的合成方法。在萜类化合物的人工合成中有很重要的意义。

## 反应机理
从现代有机合成的观点看，鲁宾逊成环反应实际上属于一种串联反应。是由一个麦克尔加成与羟醛缩合相串联而成的反应。在反应开始时，由一个羰基化合物生成的烯醇盐亲核进攻一个α,β-不饱和酮，发生麦克尔加成。产物随即进行分子内羟醛缩合，得到罗宾逊成环反应产物。

## 合成中的价值
鲁宾逊成环反应最有代表性的应用就是合成维兰德-米歇尔酮。该酮是类固醇化合物人工合成的基本原料。在现代天然产物全合成实践中也常常作为其实原料。比如丹尼谢夫斯基的紫杉醇全合成就是从维兰德-米歇尔酮开始的；科里的长叶烯全合成也是用维兰德-米歇尔酮做原料。